# Ceratina asuncionis
Ceratina asuncionis là một loài Hymenoptera trong họ Apidae. Loài này được Strand mô tả khoa học năm 1910.